# Золотоніська округа
Золотоні́ська окру́га (Золотоношська, Золотоноська) — адміністративно-територіальна одиниця УСРР з центром у Золотоноші, створена 1923 року із Золотоніського повіту (20 волостей), 4 волостей Пирятинського повіту Полтавської губернії та 6 волостей Переяславського повіту Київської губернії. 
Замість 30 волостей та 217 сільрад постало 9 районів (Вереміївський, Гельмязівський, Драбівський, Золотоніський, Іркліївський, Ковалівський, Переяславський, Піщанський, Чорнобаївський) та 104 сільради. Площа округи становила 5669 кв. верст, населення — 391 620 осіб.
Ліквідована з 15 червня 1925 згідно з постановою ВУЦВК від 3 червня 1925 року. Переяславський район передано Київській окрузі, Гельмязівський, Золотоніський, Іркліївський, Піщанський і Чорнобаївський райони відійшли до Черкаської округи, Драбівський і Ковалівський райони віднесено до Прилуцької округи, а Вереміївський — до Кременчуцької округи.

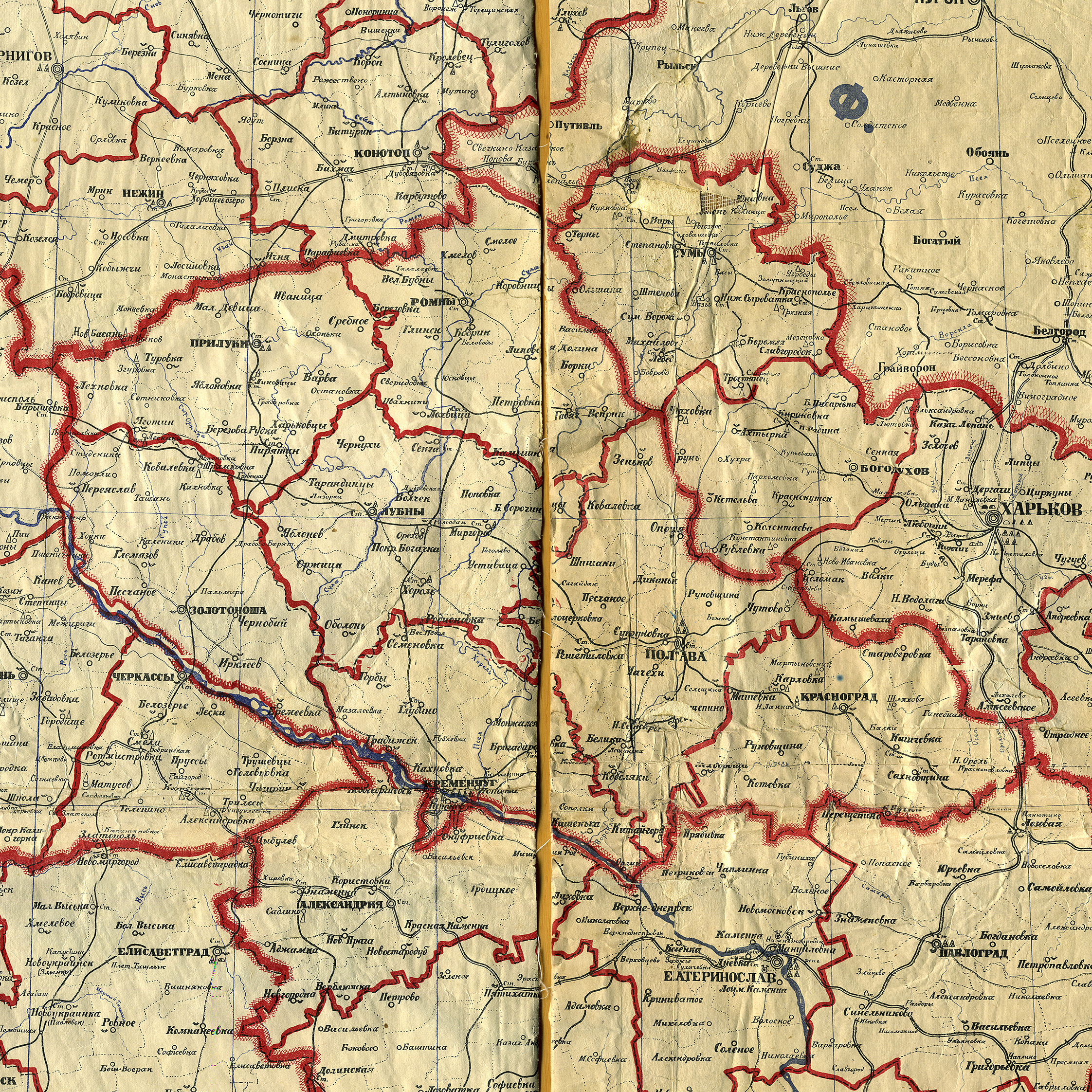
Карта Золотоніської округи у складі Полтавської губернії, 1923
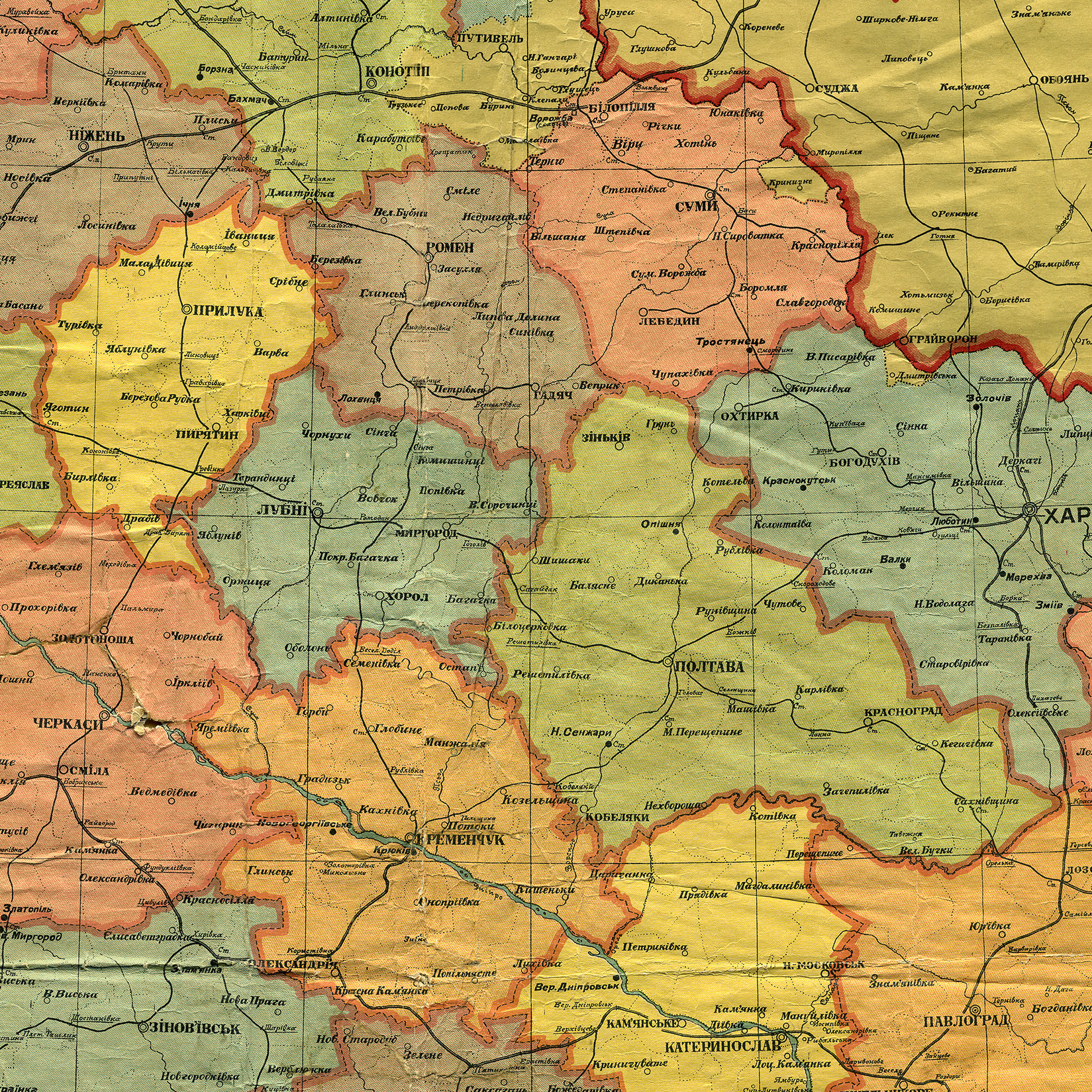
Карта території колишньої Золотоніської округи, адміністративні межі станом на 1 жовтня 1925
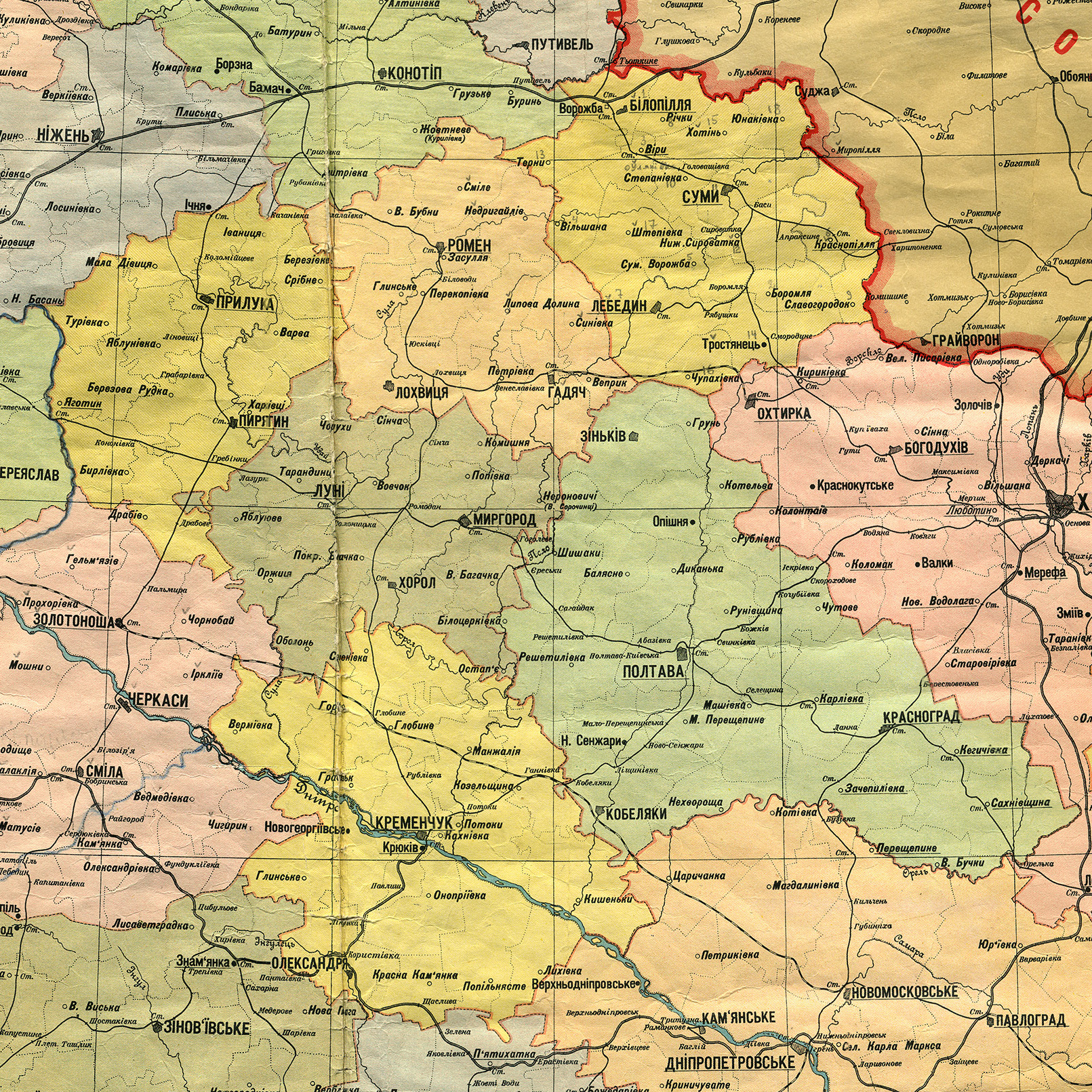
Карта території колишньої Золотоніської округи, адміністративні межі станом на 1 березня 1927

## Керівники округи

### Відповідальні секретарі окружного комітетуКП(б)У
- Блеєр Аполлон Дмитрович (1923—.05.1924)
- Шилов С. О. (1924—1925)

### Голови окружного виконавчого комітету
- Крих Варфоломій Михайлович (1923—1924)